# Saint-Jacques-le-Mineur
Saint-Jacques-le-Mineur è un comune del Canada, situato nella provincia del Québec, nella regione di Montérégie.